# 아르타바누스
히르카니안 아르타바누스(Artabanus of Persia 또는 Artabanus the Hyrcanian)는 페르시아 제국 아케메네스 왕조 시기의 정치인이었다. 그는 수개월(기원전 465년-기원전 464년)동안 페르시아의 섭정이었다. 아르타바누스는 히르카니아 지방 출신이었던 것으로 추정되며, 크세르크세스 1세의 측근이었다. 그는 왕의 고관 또는 경호사령관을 역임한 것으로 추정된다.
아리스토텔레스에 따르면 아르타바누스는 태자 다리우스의 사망에 책임이 있었다. 그러고 나서 그는 크세르크세스가 보복할 것을 두려워하며 왕을 암살했다. 한편 유니아누스 유스티누스는 아르타바누스가 왕좌에 대한 개인적인 야망을 지녔다고 말하고 있다. 그는 처음에는 은밀히 크세르크세스를 살해하였고, 다리우스를 존속 살해자로 고소하였으며, 결과적으로 그의 처형이 집행되었다. 사건의 순서는 불분명하지만 크세르크세스와 다리우스는 분명히 왕좌를 공석으로 남겼다.
아르타바누스의 실행 과정 역시 불분명하다. 어떤 설명에서는 그가 스스로를 위해 왕위를 찬탈하였다고 한다. 다른 문헌에서는 그가 젊은 아르타크세르크세스 1세를 왕으로 지명하였다고 설명한다. 그러고 나서 섭정과 막후 권력자로 활동하였다고 추정했다. 이런 상태의 국정은 몇 개월 지속되지 못했다. 전하는 바에 의하면, 아르타크세르크세스가 전쟁터에서나, 우발적으로 자신의 검으로 그를 직접 베었다고 한다. 아르타바누스는 연관성과 무관하게 아케메네스 왕조의 왕으로 올려져 있다.

## 참고 문헌
- 아리스토텔레스, 《정치》, 5.131 Ib
- 디오도로스 시켈로스, 《비블리오테카 히스토리카》, 11.69
- 유니아누스 유스티누스, 그나이우스 폼페이우스 트로구스의 [묘비명], 1, 2, 3
- 포티오스, 페르시아의 크테시아스의 묘비명 20, 4
- 플루타르코스, 《테미스토클레스 전》 27